# WTC Leeuwarden
WTC Leeuwarden of WTC Expo is een evenementen- en beurscomplex in de stad Leeuwarden. Het is het grootste van Friesland en een van de grotere van Nederland. Van oudsher is het een veemarkt, maar thans is het de locatie van veel (inter)nationale exposities, beurzen, congressen en andere grootschalige bijeenkomsten.

## De veemarkt
Als centrale stad in een groot agrarisch gebied kent Leeuwarden al eeuwen een bloeiende veemarkt, van oudsher op de zaterdag, maar in 1809 verplaatste koning Lodewijk Napoleon haar bij koninklijk decreet naar de vrijdag, ten behoeve van joodse handelaren. Oorspronkelijk werden deze in de stad gehouden, eerst op de Nieuwestad en later in het Ruiterskwartier. Tussen 1870 en 1874 werd een nieuwe locatie nabij het station gerealiseerd, waaraan thans nog de straatnaam Oude Veemarkt herinnert. In 1929 werd een op betonnen palen gebouwde verdieping toegevoegd, ter uitbreiding van de capaciteit. Op 1 juni 1953 nam de gemeenteraad van Leeuwarden het besluit om de veemarkt te verplaatsen naar een terrein aan de Heliconweg. Deze Heliconweg was een onderdeel van de toekomstige Ringweg om Leeuwarden. Er werd eerst gewerkt aan een open markt, waarvan de aanleg begon in juli 1956. Tijdens de werkzaamheden won het idee van een volledig overdekte marktveld steeds meer aan steun. 
In oktober 1959 kwam de gemeente met het besluit om een grote hal te plaatsen, die de hele markt zou kunnen beslaan. De eerste paal voor de Frieslandhal werd op 13 februari 1961 geslagen en ongeveer 2,5 jaar later was het werk voltooid. Ter gelegenheid van de opening op 16 september 1963 door Koningin Juliana werd tussen 16 en 21 september een tentoonstelling gehouden. Organisator Dhr. Jac. Kleiboer gaf de naam Frisiana aan deze tentoonstelling, die al meteen duidelijk maakte dat deze hal voor meerdere evenementen te gebruiken was. Een aantal jaar later werd er een nieuwe hal bijgebouwd, de nieuwe veemarkthal, waardoor de Frieslandhal voor meer en andere doelen beschikbaar kwam.

## Expo
Na de nieuwe veemarkthal verrees een kantoorpand waarop de letters E.A.T.C. prijkten, het European Agri-Nutri Trade Center. Op 23 november 1996 ontstond er een brand in de oude veemarkthal door een paar jongens die speelden met lucifers achter het hooi. De hal werd herbouwd. De naam was toen al gewijzigd in Frisian Expo Center (FEC) en de locaties kregen de namen Friezenhal, Saksenhal en -bij latere uitbreidingen- Frankenhal en Keltenhal. De naam FEC heeft tot eind 2005 bestaan, terwijl het E.A.T.C. al eerder verdween van de gevel. De naam FEC is vervangen door WTC Expo en het E.A.T.C. is WTC Leeuwarden geworden.

Het WTC Expo in Leeuwarden was in 1998 en van 2002 tot 2009 de locatie van Domino Day, en voorts werden er naast veemarkten ook rommelmarkten, beurzen en andere grotere evenementen georganiseerd. Zo was de Frieslandhal reeds in 1954 startpunt en organisatorisch kloppend hart van de Elfstedentocht. Anno 2013 is het een van de grootste beurscomplexen van Nederland, met een oppervlakte van (volgens de eigen site) 45.000 m².

## De eenentwintigste eeuw
In het eerste decennium werd het complex uitgebreid met een vergader- en congrescentrum, een vestiging van Holland Casino (2006), een hotel (Westcord - 2009) met restaurant dat enige jaren een Michelinster mocht voeren en werden diverse faciliteiten verplaatst en/of verbouwd.

Ruim een decennium na de voor de veehouderij desastreuze mkz-crisis van 2001, waarbij de veemarkt zelfs enige maanden moest sluiten en in haar voortbestaan bedreigd werd, is de veemarkt sinds een aantal jaren weer aan de beterende hand en claimt zij wederom de grootste van Nederland te zijn.

## Eigenaar
WTC Beheer B.V. is eigenaar van het pand WTC Expo complex, inclusief de kantoorruimtes, beurshallen en het Vergader- & Congrescentrum. Daarnaast is WTC Beheer B.V. ook eigenaar van de beide panden die geëxploiteerd worden door het Holland Casino en het Westcord hotel.

## Beurzen en evenementen
Enkele voorbeelden van beurzen en evenementen zoals deze in het WTC Expo Leeuwarden gehouden werden of worden:
- Boot Holland - De eerste watersportbeurs van het seizoen.
- Hobby & Vrije tijd - Een beurs voor hobby, modelbouw en vrijetijdsbesteding.
- TEL - Een beurs voor de ondernemers in Friesland en omstreken.
- Caravana - Een beurs met informatie over kamperen en caravans.
- Taptoe Leeuwarden - Evenement met veel showbands uit het internationale muziekcircuit.
- Fryske Music Night - Een muzikaal evenement waarbij artiesten uitgenodigd worden om hun hit(s) in het Fries te zingen.
- Pasar Malam Istimewa XL - 3-daags evenement waarbij Indonesië centraal staat met onder andere vele marktkramen, eetstands, en optredens van artiesten.
- Holland Holstein sHow - grootste keuring van Holstein koeien in Nederland
- Dagcollege - Hard techno evenement